# مرسوم العفو التشريعي العام
مرسوم العفو التشريعي العام أو رسميا مرسوم عدد 1 لسنة 2011 مؤرخ في 19 فيفري 2011 يتعلق بالعفو العام هو مرسوم صدر في 19 فبراير 2011 أسابيع بعد الثورة التونسية من قبل رئيس الجمهورية التونسية المؤقت فؤاد المبزع وباقتراح من وزير العدل الأزهر القروي الشابي (حكومة محمد الغنوشي الثانية).

الهدف من هذا العفو العام هو تمتيع عدة محكوم عليهم قبل 14 يناير 2011 (أي يوم سقوط نظام زين العابدين بن علي) كانت محاكماتهم ذات طابع سياسي وأيديولوجي، سواء كانوا في السجن أو في المنفى.

## السياق التاريخي
شهدت تونس بين 17 ديسمبر 2010 و14 يناير 2011، ثورة شعبية ضد نظام الرئيس زين العابدين بن علي الذي كان في السلطة لمدة 23 سنة، وكان النظام في هاته الفترة دكتاتوري، قمعت فيها المعارضة وصودرت فيها الحريات. كان العفو التشريعي العام مطلبا حقوقيا قبل الثورة من قبل جمعيات ومنظمات حقوق الإنسان، وازداد بعد الثورة.

صدر مرسوم العفو التشريعي العام في 19 فبراير 2011 من قبل رئيس الجمهورية التونسية المؤقت فؤاد المبزع، وذلك باقتراح من وزير العدل الأزهر القروي الشابي في حكومة محمد الغنوشي الثانية.

## فصول المرسوم
يتكون مرسوم العفو التشريعي العام من 5 فصول وهي:
الفصل الأول
| مرسوم العفو التشريعي العام | ينتفع بالعفو العام كل من حكم عليه أو كان محل تتبع قضائي لدى المحاكم على اختلاف درجاتها وأصنافها، قبل 14 يناير 2011 من أجل الجرائم التالية: - الاعتداء على أمن الدولة الداخلي المنصوص عليه بالباب الثاني من الجزء الأول من الكتاب الثاني من المجلة الجزائية. - خرق أحكام القانون عدد 75 لسنة 2003 المؤرخ في 10 ديسمبر 2003 المتعلق بدعم المجهود الدولي لمكافحة الإرهاب ومنع غسل الأموال وذلك فيما يتعلق منه بدعم المجهود الدولي لمكافحة الإرهاب. - خرق الأحكام الخاصة بالصحافة ما عدا ما يتعلق منها بجرائم الثلب والشتم المرتكبة ضد الخواص. - خرق الأحكام الخاصة بالاجتماعات العامة والمواكب والاستعراضات والمظاهرات والتجمهر. - خرق الأحكام الخاصة بالجمعيات والأحزاب السياسية وتمويلها. - خرق أحكام الفصول 387 و388 و390 من مجلة الشغل وأحكام الفصول 107 و 136 و137 من المجلة الجزائية. - خرق أحكام الفصول 121 و121 مكرر و121 ثالثا من المجلة الجزائية. - خرق أحكام الفصول 131 و132 و133 و134 و135 من المجلة الجزائية إن كانت التتبعات تمت على أساس نشاط نقابي أو سياسي. - خرق أحكام الفقرتين الثانية والثالثة من الفصل 123 من مجلة المرافعات والعقوبات العسكرية. - خرق أحكام الفصلين 84 و86 من مجلة الاتصالات إن كانت التتبعات تمت على أساس نشاط نقابي أو سياسي. - الفرار من السجن أو إخفاء مسجون فار أو اجتياز الحدود خلسة أو من غير نقاط العبور إذا كان الشخص محل تتبع أو محكوم عليه من أجل إحدى الجرائم الأخرى المرتبطة بإحدى الجرائم المذكورة أعلاه. - ويشمل العفو كذلك كل الذين حوكموا من أجل جرائم حق عام أو جرائم عسكرية إن كانت التتبعات تمت على أساس نشاط نقابي أو سياسي. | مرسوم العفو التشريعي العام |

الفصل الثاني
| مرسوم العفو التشريعي العام | لكل من سيشملهم العفو العام طبقا لهذا المرسوم الحق في العودة للعمل وفي طلب التعويض. ويقع النظر في مطالب التعويض المقدمة من قبل الأشخاص المنتفعين بالعفو العام طبقا لإجراأت وصيغ يحددها إطار قانوني خاص. | مرسوم العفو التشريعي العام |

الفصل الثالث
| مرسوم العفو التشريعي العام | كل خلاف حول تطبيق هذا المرسوم يرفع إلى هيئة تتألف من الرئيس الأول لمحكمة التعقيب وعضوين من أقدم رؤساء الدوائر بها وبحضور ممثل النيابة العمومية لديها. وعلى كل من يهمه الأمر أن يرفع الدعوى بمقتضى مطلب كتابي مصحوب بما لديه من مؤيدات. وعلى رئيس هذه الهيئة أن يحيل الملف حالا إلى وكيل الدولة العام لدى محكمة التعقيب ليقدم طلباته في أجل أقصاه عشرة أيام. وتبت الهيئة المذكورة في الموضوع خلال أجل لا يتجاوز الشهر من تاريخ تقديم الطلبات. وقرارات تلك الهيئة لا تقبل الطعن بأي وجه. | مرسوم العفو التشريعي العام |

الفصل الرابع
| مرسوم العفو التشريعي العام | في صورة حصول الخلاف المنصوص عليه بالفصل 3 من هذا المرسوم أمام سلطة قضائية، فإن تقديم المطلب الكتابي يستوجب توقيف النظر في الأصل إلى أن يقع البت في ذلك الخلاف من قبل الهيئة المذكورة. | مرسوم العفو التشريعي العام |

الفصل الخامس
| مرسوم العفو التشريعي العام | وزير العدل ووزير الداخلية ووزير الدفاع الوطني مكلفون، كل فيما يخصه، بتنفيذ هذا المرسوم الذي ينشر بالرائد الرسمي للجمهورية التونسية. | مرسوم العفو التشريعي العام |

## إجراءات بعد المرسوم
صدرت عدة أوامر وقرارات حكومية بعد إصدار المرسوم لتنفيذه واستكمال إجراءات أخرى تخص المتمتعين بالعفو التشريعي العام وهي:
- أمر عدد 833 لسنة 2012 مؤرخ في 20 جويلية 2012 يتعلق بضبط كيفية تطبيق أحكام القانون عدد 4 لسنة 2012 المؤرخ في 22 جوان 2012 المتعلق بأحكام استثنائية للانتداب في القطاع العمومي على موقع بوابة-التشريع.تونس.
- قرار من رئيس الحكومة مؤرخ في 14 سبتمبر 2012 يتعلق بضبط تركيبة وتنظيم وسير عمل اللجنة المشتركة المكلفة بالنظر في ملفات المترشحين للانتداب من أفراد عائلات شهداء ومصابي الثورة والمنتفعين بالعفو العام على موقع بوابة-التشريع.تونس.
- قرار من رئيس الحكومة مؤرخ في 28 سبتمبر 2012 يتعلق بتسمية أعضاء اللجنة المشتركة المكلفة بالنظر في ملفات المترشحين للانتداب من أفراد عائلات شهداء ومصابي الثورة والمنتفعين بالعفو العام على موقع بوابة-التشريع.تونس.
- أمر عدد 3256 لسنة 2012 مؤرخ في 13 ديسمبر 2012 يتعلق بضبط إجراءات العودة إلى العمل وتسوية الوضعية الإدارية للأعوان العموميين المنتفعين بالعفو العام على موقع بوابة-التشريع.تونس.
- أمر عدد 2799 لسنة 2013 مؤرخ في 9 جويلية 2013 يتعلق بضبط صيغ وإجراءات النظر في مطالب التعويض ذات الصبغة الاستعجالية المقدمة من طرف الأشخاص المنتفعين بالعفو العام على موقع بوابة-التشريع.تونس.
- أمر حكومي عدد 446 لسنة 2016 مؤرخ في 8 أفريل 2016 يتعلق بتنقيح الأمر عدد 2799 لسنة 2013 المؤرخ في 9 جويلية 2013 المتعلق بضبط صيغ وإجراءات النظر في مطالب التعويض ذات الصبغة الاستعجالية المقدمة من طرف الأشخاص المنتفعين بالعفو العام على موقع بوابة-التشريع.تونس.

## مشاكل
دخل عدد من المنتفعين بالعفو التشريعي العام في اعتصام مفتوح أمام مجلس نواب الشعب في 18 فبراير 2016 للمطالبة بتفعيل مرسوم العفو التشريعي العام فيما يخص استرداد حقوقهم المرتبطة بالانتداب المهني وتسوية الملفات بالنسبة ل1345 شخص وهم المتبقين من بين الآلاف الذين استردوا حقوقهم القضائية والمهنية والمالية. في 13 أبريل 2016، أعلنت اللجنة الوطنية لمتابعة تفعيل العفو العام عن التوصل لاتفاق بين الحكومة والمعتصمين ينص على التعجيل في تفعيل العفو العام في المتبقين من المنتفعين منه. إلى حد شهر سبتمبر من نفس السنة، لا يزال الاعتصام قائما.

### جدل الإفراج عن «1200 إرهابي»
فجّر رئيس الحكومة ووزير الداخلية السابق الحبيب الصيد جدلا كبيرا بالبلاد، وذلك بعد تصريحه في مذكراته التي صدرت بعنوان «الحبيب الصيد في حديث الذاكرة» أن ملف العفو التشريعي سنة 2011 اتسم بنوع من الإرتجالية وأن القائمة تضمنت مختلف اصناف مساجين الرأي من السياسيين والحقوقيين والنقابيين ونشطاء المجتمع المدني بمن فيهم «الإرهابيون» الذين بلغ عددهم في الملف حوالي 1200 سجين بموجب أحكام قانون الإرهاب ومنهم من هو محكوم بالإعدام، وذلك وفقا لما نشرته جريدة «الصباح» في عددها الصادر الأحد 14 نوفمبر 2021. وأورد الحبيب الصيد في كتابه أن ما جلب إنتباهه هو ادماج العديد من المساجين في الحق بالتمتع بالعفو بالرغم من التهم الخطيرة التي ادينوا بسببها ولا سيما جرائم القتل.

## مقالات ذات صلة
- الثورة التونسية
- الانتقال الديمقراطي في تونس

## روابط خارجية
- مرسوم عدد 1 لسنة 2011 مؤرخ في 19 فيفري 2011 يتعلق بالعفو العام على موقع بوابة-التشريع.تونس.